# Lodi (hrabstwo Columbia)
Lodi – miejscowość w Stanach Zjednoczonych, w stanie Wisconsin, w hrabstwie Columbia.